# Fiumara
Fiumara é uma comuna italiana da região da Calábria, província de Reggio Calabria, com cerca de 1.201 habitantes. Estende-se por uma área de 6 km², tendo uma densidade populacional de 200 hab/km². Faz fronteira com Calanna, Campo Calabro, Reggio di Calabria, San Roberto, Scilla, Villa San Giovanni.

## Demografia
| Variação demográfica do município entre 1861 e 2011                               |
|                                                                                   |
| Fonte: Istituto Nazionale di Statistica (ISTAT) - Elaboração gráfica da Wikipedia |